# Myotis ciliolabrum
Myotis ciliolabrum es una especie de murciélago de la familia Vespertilionidae.

## Distribución geográfica
Se encuentra en Canadá, México, y Estados Unidos.